# 미각스캔들
《미각스캔들》은 대한민국의 JTBC의 프로그램이다. 우리 주변 먹거리들이 가진 문제점들을 파헤치며 '바른 먹거리 문화'를 추구하는 프로그램이다.

## 출연자
- 박상욱
- 임현주

### 이전 출연자
- 장성규